# Louis Stappers
(Jean Hubert) Louis Stappers (Hasselt, 2 mei 1883 – Calais, 30 december 1916) was een Belgische arts en natuurwetenschapper die samen met baron Adrien de Gerlache een expeditie naar de Karazee ondernam (1907) en door de Belgische overheid in 1910 naar Congo gestuurd werd om de visserij rond het Mweru- en het Tanganyikameer in kaart te brengen. Hij peilde als eerste de diepte van het Tanganyikameer, het tweede diepste meer ter wereld.

## Biografie

### Jeugd en opleiding
Louis Stappers werd geboren in Hasselt als oudste zoon van stadssecretaris Emiel Stappers en Wilhelmina Martens. Hij had nog één broer, de vier jaar jongere Joseph. Hij groeide op in het huis ’s-Hertogenbosch’, Demerstraat 66. Stappers was een uitstekende leerling aan het Hasseltse koninklijke atheneum.
In 1901 startte hij zijn studie geneeskunde aan de Katholieke Universiteit van Leuven, waarin hij doctoreerde. Later volgde, onder impuls van professor Gustave Gilson, ook een doctoraat in de natuurkunde (dierkunde). Gilson hield zich voornamelijk bezig met mariene biologie, en op zijn studietochten op de Noordzee ging Stappers regelmatig mee als assistent.

### Eerste expeditie met Adrien de Gerlache
Via Gustave Gilson, die contacten had met baron en zuidpoolvaarder Adrien de Gerlache, kon Stappers als 24-jarige bioloog mee met een expeditie naar de Karazee. Die stond onder leiding van de Gerlache en van Filips van Orléans (1869-1926), de achterkleinzoon van de laatste Franse koning Lodewijk Filips I (koning van 1830 tot 1848).
De expeditie zou de noordelijke kusten van Siberië verkennen, van de Karazee tot aan de Beringstraat, maar de Belgica kwam gedurende enkele maanden vast te zitten in het ijs van de Karazee. In zijn luxueuze verslag van de expeditie uit 1909, La revanche de la banquise, noteerde Filips van Orléans dat er ondanks de tegenslag zinvol werk was geleverd, mede dankzij de inspanningen van Louis Stappers, die peilingen deed en specimens verzamelde. Louis Stappers zou er in 1908 en 1909 artikels over publiceren.

### Expeditie naar het Mweru- en Tanganyikameer in Congo
In 1910 vermeldde La Revue Congolaise dat Louis Stappers door het ministerie van Koloniën naar Congo zou gestuurd worden. De Belgische overheid bracht in deze periode het koloniale grondgebied en de agrarische, industriële en economische ontwikkelingsmogelijkheden in kaart. Stappers’ opdracht omvatte het onderzoeken van de visvangst en -conservering aan het Mwerumeer en het Tanganyikameer, om voorstellen te doen voor de uitbouw van een visindustrie.
Stappers was in 1910 werkzaam in het Museum voor Natuurwetenschappen in Brussel, waar Gustave Gilson sinds 1909 directeur was. Als bioloog die ook ervaring had met het uitvoeren van dieptepeilingen, was hij goed geplaatst voor de expeditie. Stappers kreeg ook de opdracht om specimens te verzamelen voor het in 1898 opgerichte Koninklijk Museum voor Midden-Afrika in Tervuren. Hij rapporteerde aan de directeur van het museum, Alphonse de Haulleville (1860-1938), die op zijn beurt rapporteerde aan het ministerie van Koloniën [bron: briefwisseling Archief AfricaMuseum].
Wellicht werkte Stappers niet met een vast team van assistenten, maar kon hij medewerking vragen van ‘agents’ die voor andere opdrachten al in Congo verbleven. In zijn dagboek vermeldde hij de assistenten Derycker, Bruynooghe, D’Hondt, Van Hyfte en Charlier bij naam.

#### Februari/maart 1911 – juni 1911: aankomst en verblijf in Elisabethville
In het voorjaar van 1911 (februari/maart) vertrok Stappers naar Congo. Hij reisde vanuit Kaapstad en Rhodesië, via de Kaap-Caïro-spoorweg, tot in Elisabethville (vandaag Lubumbashi).
Toen Stappers in Elisabethville verbleef, was het een stad in haar kinderschoenen, die nog maar sinds 1910 deze naam droeg. Stappers zag ‘avenues’ en ‘boulevards’ aangelegd worden en bezocht de net geopende kopermijn aan de Lubumbashirivier, ‘L’Étoile du Congo’. Gebrekkige communicatiemiddelen en bureaucratie bij de lokale Belgische oversten, zorgden volgens de notities in zijn dagboek voor drie maanden vertraging.
In juni reisde Stappers naar zijn eerste onderzoekspost, Kasenga, aan de Luapularivier. Hij reisde te voet, in karavaan, met meerdere tientallen dragers, die hem ter beschikking werden gesteld door lokale dorpshoofden. Er werd gewandeld tussen half acht ’s ochtends en het middaguur. Vervolgens zette men het kamp op en probeerde Stappers notities te maken over de omgeving. Hij beschreef hoe de dorpshoofden hem en de karavaan dagelijks van voedsel voorzien.

#### Juli 1911 – augustus 1911: verkenning en onderzoek van de Luapularivier met post in Kasenga
Stappers verbleef gedurende de zomermaanden in Kasenga, aan de linkeroever van de Luapularivier. Met de hulp van lokale vissers en werklieden deed hij visvangsten en dieptepeilingen van de rivier. In zijn dagboek en eerste rapport aan het ministerie omschreef hij hoe krokodillen, nijlpaarden en de geringe diepgang van de rivier een grootschalige visserij erg bemoeilijken. Ter illustratie vermeldde hij hoe een groot visnet door krokodillen van een boot gesleurd werd en met moeite door meerdere vissers opnieuw kon ingehaald worden.
Hij bezocht en fotografeerde de Johnstonwatervallen stroomopwaarts van Kasenga en reisde wellicht per boot stroomafwaarts naar het Mwerumeer. De monding van de Luapularivier in het Mwerumeer omschrijft hij in een later artikel uit 1914 als zeer zanderig.

#### Augustus 1911 - februari 1912: verkenning, onderzoek en peilingen van het Mwerumeer met post in Lukonzolwa
Tussen 21 en 30 augustus 1911 reisde Stappers verder noordwaarts naar Lukonzolwa, aan het Mwerumeer. Het meer ligt op een hoogte van 920 m boven de zeespiegel en is omgeven door het Kundelungu-gebergte, waardoor er nauwelijks havens of baaien zijn. David Livingstone, die in 1867-68 voor het eerst ‘Moero Lake’ vermeldde, merkte de grote hoeveelheid plankton in dit zoetwatermeer op en omschreef het als ‘green scum’.
Lukonzolwa werd de uitvalsbasis voor visonderzoek in het Mwerumeer, met aandacht voor Kilwa-eiland in het zuiden van het meer. Daar werd Stappers door lokale oversten betrokken bij het optimaliseren van de visserij, om zo de rantsoenen voor de soldaten van de militaire post te verhogen.
Hoewel het doen van dieptepeilingen niet expliciet tot zijn opdracht behoorde, maakten Stappers en zijn team er werk van omdat er geen andere gegevens over de meren voorhanden waren. Voor peilingen in het ondiepe water van het Mwerumeer gebruikten ze kleine bootjes (‘pirogues indigènes’) of een Berthonboot, en een simpele peilstok of een peiltouw met aanduidingen om de 20 centimeter. Stappers peilde een maximale diepte van 15 m.
Van zijn verblijf aan de Luapularivier en het Mwerumeer bezorgde Louis Stappers al in het najaar van 1911 een afgerond rapport aan het ministerie.

#### Maart 1912 – februari 1913: verkenning, onderzoek en peilingen rond het Tanganyikameer met post in Saint-Louis / Kilewa
Eind februari 1912 maakte Stappers de zeer vermoeiende reis van het Mweru- naar het Tanganyikameer. In zijn dagboek noteerde hij hoe ontoegankelijk het gebied is. Hij zou bijna een jaar in Saint-Louis, bij het huidige Moba, verblijven en hij maakte tientallen boottochten met een steamer tussen eilanden, missieposten en dorpen aan de oevers van het meer.
Het Tanganyikameer werd in 1858 ‘ontdekt’ door Richard Francis Burton en John Hanning Speke. Het meer ligt op 773 m boven de zeespiegel en is omgeven door bergen, vaak hoger dan 2000 m. Er staat vaak een strakke wind en op het meer zijn er veel golven. De vegetatie aan de oevers is beperkt.
Stappers onderzocht de materialen en technieken waarmee de lokale bevolking viste en registreerde hoe de vissen geconserveerd werden. In de missiepost van de witte paters in Mpala, zorgde hij samen met de paters en de lokale bevolking voor een droog- en rookhut om de vissen te conserveren.
Vooral het peilingswerk dat Stappers aan het Tanganyikameer deed, is van groot belang gebleken. Ten tijde van Burton en Speke schatte men dat het meer diep erg diep was, tussen de 600 en 1000 meter. Lokale inwoners vertelden dat het meer ontstaan was als samenvloeiing van twee meren, die vroeger gescheiden waren.
Stappers kon beschikken over een steamer en een LUCAS Sounding Machine, tot de Eerste Wereldoorlog het meest gebruikte instrument voor peilingen in diepere wateren. Tijdens een eerste reeks peilingen (april - juni 1912), ontdekte hij dat het Tanganyikameer véél dieper is dan werd aangenomen. Ter hoogte van de baai van Songwe peilde hij een diepte van 1435 meter, aan boord van de steamer ‘Alexandre Delcommune’. Het punt waar hij die meting deed staat vandaag ook bekend als het Delcommunepunt. Stappers stelde ook vast dat het meer inderdaad uit twee grote bassins bestaat, die gescheiden worden door een hogere rug ter hoogte van Cap Kungwe en Cap Bwana ’n denge en die slechts 50 m onder het wateroppervlak ligt. In die rug is een vallei, waardoor het water tussen beide kommen stroomt en zo één geheel vormt. Vandaag is een diepte van 1470 meter gemeten.
Louis Stappers was zelf onder de indruk van wat hij vaststelde. In zijn dagboek schreef hij dat het ‘crimineel’ zou zijn om dit uitzonderlijke onontgonnen terrein niet verder te onderzoeken. In het voorjaar van 1913 voerde Stappers een tweede reeks peilingen uit, die aangevuld werden met gegevens die de Duitse corvetkapitein Jacobs in juni 1913 uitvoerde. Toen Stappers in 1913 Congo verliet, liet hij de LUCAS Sounding Machine achter aan het meer (in Uvira), in de hoop terug te kunnen keren voor verder onderzoek. Dat blijkt uit briefwisseling uit 1934 tussen het ministerie van Koloniën en de toenmalige directeur van het Koninklijk Natuurhistorisch Museum, Henri Schouteden.

### Terug in Europa
In februari 1913 vertrok Stappers terug naar Europa, waar hij werkzaam bleef in het Museum voor Natuurwetenschappen in Brussel. Hij verwerkte zijn gegevens tot artikels en op 25 januari 1914 gaf hij een conferentie over de besluiten van zijn expeditie.
Stappers gaf toelichting over de boten, visnetten, vissoorten en visverwerking. Voor hem was het herstel van het evenwicht van de vissersgemeenschappen rond de meren, prioritair. Hij had kritiek op de Belgische aanpak van de slaapziekte aan het Tanganyikameer, waarbij vissersgemeenschappen moesten verhuizen en hen verboden werd te vissen. Volgens hem had men meer moeten inzetten op het weghalen van de begroeiing waar de ziekteverwekkende tseetseevlieg zijn biotoop heeft.
Stappers vond de Congolezen excellente vissers, die mogelijk wel baat hadden bij beter materiaal en medische voorzieningen. Hij waarschuwde voor de uitbouw van een grootschalige visindustrie aan de meren, omdat die tot overbevissing en een verstoring van het evenwicht zouden leiden. Als alternatief stelde hij voor om de mogelijkheden aan de Atlantische Oceaan te onderzoeken.
Stappers en zijn team verzamelden maar liefst 868 specimens van dieren, voornamelijk vissen, voor het koloniaal museum in Tervuren. Ze maken vandaag deel uit van de collectie Afrikaanse vissen van het AfricaMuseum; de grootste verzameling Afrikaanse vissen ter wereld. Tussen de specimens zitten veel endemische vissoorten uit het Mweru- en het Tanganyikameer.
Tijdens een conferentie in 1914 rangschikte Stappers de vissen volgens hun economische belang: de Silurides, de Cichliden, de Cyprinides, de Characinides en de Mormyrides. Het biologische onderzoek van de specimens zou pas na de dood van Stappers in 1916 gebeuren, door onder anderen Dartevelle, Schwetz en Boulenger. Later in 1914 volgde ook nog een artikel met de eerste bathymetrische kaarten (reliëfkaarten van meer- en zeebodems) van het Mweru- en het Tanganyikameer. Het belang van Stappers’ peilingen kan moeilijk overschat worden. Ze vormden de basis voor het eerste wetenschappelijk onderzoek van de meren.
In de zomer van 1914 brak de Eerste Wereldoorlog uit en Stappers meldde zich als arts aan het front. Hij werd ingedeeld als bataljonsgeneesheer bij het regiment zware artillerie. Op 30 december 1916 stierf hij in Calais, in het militaire hospitaal aan de Porte de Gravelines (veldhospitaal van 15 november 1915 tot 21 juni 1919) aan de gevolgen van een herseninfectie en een nierontsteking. Stappers werd op 3 januari begraven in Calais (stedelijke begraafplaats Nord). De Dienst Oorlogsgraven vermeldde in 1920 de vraag van Stappers’ ouders om hun zoon over te brengen naar Hasselt. In 1921 vroeg Stappers’ verloofde, een zekere juffrouw de Froidmont de Woluwe, om het lichaam naar Eben-Emael over te brengen. Men besloot dat het verzoek van de ouders voorrang kreeg. Op 22 oktober 1922 werd Stappers bijgezet in de familiegrafkelder op het Oud Kerkhof in Hasselt. Hij kreeg ook een plek op het Ereperk 1914-1918 op het Oud Kerkhof en zijn naam wordt vermeld op de gedenkwand met 150 gesneuvelden.

## Eerbetoon
In de jaren na Stappers’ dood kreeg een tiental vissoorten in hun taxonomische naam de toevoeging stappersii als eerbetoon aan hem:
- Bathybagrus stappersii
- Clarias stappersii
- Haplochromis stappersii (= Astatotilapia stappersii)
- Lamprologus stappersi
- Lates stappersii
- Lestradea stappersii
- Luciolates stappersii
- Mastacembelus stappersii
- Ophthalmotilapia stappersii
- Pelmatochromis stappersii
- Petrochromis stappersii
- Serranochromis stappersi
- Kneria stappersii

## Archief
- Stappers, Louis. Dagboek van expeditie naar Congo 1911-1913, Collectie Bibliotheek Hasselt Limburg, LA-AR-17-III
- Stappers, Louis, Fotobundels van expeditie naar Congo 1911-1913, Collectie Bibliotheek Hasselt Limburg, LA-AR-17-IV

## Publicaties
- D'Orléans, Philippe, Stappers, Louis. Campagne arctique de 1907. Notes biologiques, Brussel (Charles Bulens), p. 256-271, met platen, 1908 (Collectie Bibliotheek Hasselt Limburg, LA-F-725)
- Stappers, Louis. Les Sympodes recueillis à la Porte de Kara durant la croisière du Duc d'Orléans en 1907, in: Archives de Zoologie Expérimentale et Générale, vol. VIII, p. 97-104, Parijs, 1908
- Stappers, Louis. ‘Recherches anatomiques sur le tube digestif des sympodes, 1909
- Stappers, Louis. ‘Notes sur la nourriture de quelques vertébrés arctiques’, in: Annales de la Société royale Zoologique et Malacologique de Belgique,  XLIV, p. 31-40, 1909
- Stappers, Louis. ‘Le Luapula aux environs de Kasenga’, in: La Revue Congolaise, 1910, p. 395 (Collectie Bibliotheek Hasselt Limburg, TS-E-382)
- Stappers, Louis. Crustacés Malacostracés, in reeks: Campagne arctique de 1907, Brussel (Charles Bulens), 1911
- Stappers, Louis. ‘Rapport de la mission d'exploration des eaux intérieures du Congo belge. Note préliminaire sur les expériences de pêche faites au lac Moëro du 18 août au 18 octobre 1911’, in: Renseign. De l'Office colonial, nr. 12, décembre 1911
- Stappers, Louis. ‘Le Lac Moero. Renseignements de l'Office colonial, décembre 1911’, in: Le mouvement géographique, nr. 2, col. 56, 1912
- Stappers, Louis. ‘Expériences de pêche faites au lac Moéro’, in: La Revue Congolaise, jg. 2, nr. 1, p. 395-7, 1912 (Collectie Bibliotheek Hasselt Limburg, TS-E-382)
- Stappers, Louis. ‘La flotille indigène et les lacs Moéro et Tanganika’, in: La Revue Congolaise, jg. 4, nr. 1, 1913
- Stappers, Louis. Carte du lac Tanganika, s.l., 1913
- Mission Stappers 1911-1913: Exploration hydrographique et biologique des lacs Tanganika et Moéro. Répértoire général des échantillons d'histoire naturelle recueillis, Brussel (Vromant), 1913
- Stappers, Louis. ‘Sondages dans le lac Tanganika’, in: La Revue Congolaise, jg.4, nr.2, p. 117,1913 (Collectie Bibliotheek Hasselt Limburg, LA-E-7871/9)
- Stappers, Louis. ‘Note sur les variations saisonnières de l'embouchure de la Lobozi affluent du lac Tanganika’, in: La Revue Congolaise, jg.4, nr.2, p. 100, 1913
- Stappers, Louis. La Pêche Dans Les Grands Lacs Africains: Conférence Donnée à La Société Centrale, le 25 Janvier 1914, Brussel, (Charles Bulens), 1914 (Collectie Bibliotheek Hasselt Limburg, LA-E-7871/8)
- Stappers, Louis. ‘Exploration scientifique de Dr. L. Stappers aux lacs Moéro et Tanganika (1911-1913). I: Recherches Bathymétriques sur les lacs Moéro et Tanganika’, in: Annales de Biologie Lacustre; t. 7, p. 83-114, 1914 (Collectie Bibliotheek Hasselt Limburg, LA-E-7871/10)
- Stappers, Louis. ‘Composition, analyse et étude des produits de la colonie: composition chimique de l'eau de surface des lacs Moéro et Tanganika’, in reeks: Renseignements de l’Office Colonial, s.l., p. 1-4, 1914
- Stappers, Louis. ‘L'eau de surface du lac Moëro (extrait d'un rapport)’, in: Le Mouvement géographique, col. 306, 7 juni 1914
- Stappers, Louis. ‘L'eau de surface du lac Tanganika (extrait d'un rapport)’, in: Le Mouvement géographique, col. 314, 14 juni 1914